# 布里奇漢普頓鎮區 (密歇根州)
布里奇漢普頓鎮區（英語：Bridgehampton Township）是位於美國密歇根州薩尼拉克縣的一個行政鎮區。

## 地方資料
布里奇漢普頓鎮區的面積為93.60平方千米，當中陸地面積為93.50平方千米，而水域面積為0.10平方千米。根據2020年美國人口普查的數據，當地共有人口745人，而人口密度為每平方千米7.96人。